# Многоточие
«Многото́чие» — російський реп-гурт з Москви, що існував з 1998 року по 2006 рік. «Многоточие» є одним з найвідоміших реп-гуртів Росії[джерело?]; фанати і критики приписували цю групу до таких жанрів, як ґанґста-реп («гоп-хіп-хоп») і політичний реп. Автором більшості текстів гурту був Рустам Аляутдінов — «Руставелі».
Незадовго до розпаду групи утворилося творче реп-об'єднання «Dots Family», створене учасниками групи «Многоточие». Після розпаду «Многоточие» деякі його учасники продовжили творчу діяльність у складі «Dots Family».
Група «Многоточие» — лауреат Rap Music 1999 року.

## Історія

### Перші альбоми (1998—2002)
15 листопада 1998 з'явилася на світ група «Многоточие». Назва підкреслює недомовленість, що звучить у багатьох її піснях, постійний пошук нових життєвих шляхів.
«„Многоточие“ — це те, що відкриває для вас двері…» — Руставелі в одному з інтерв'ю.
Спочатку до складу групи входило 12 осіб. Більшості з них в той час було близько 20 років. Гурт дебютував на фестивалі Rap Music 99. На цьому фестивалі «Многоточие» виконали одну зі своїх згодом найпопулярніших пісень — «В жизни так бывает», яка незабаром потрапила до ротації деяких радіостанцій (наприклад, Love Radio).
У 2000 році на фестивалі «Мікро 2000» група взяла Гран-прі, після чого пісня «В жизни так бывает» вийшла на збірці «Голос улиц 2».
Але з 2001 року Многоточие відмовилися від цієї пісні, вони перестали виконувати її на своїх виступах.
У 2000 році ексклюзивним тиражем був випущений дебютний альбом «Жизнь и Свобода», який у 2001 році був перевиданий лейблом «КвадроДиск». Музична критика (журналісти, які пишуть для журналів «Billboard Росія», «Таймаут Москва» та порталу Rap.ru) назвали альбом «Жизнь и свобода» одним з найкращих альбомів російського репу.
У 2002 році вийшов другий альбом під назвою «Атомы сознания» з піснею «Щемит в душе тоска», що стала одним з головних хітів «Многоточие». У 2002 році учасники «Многоточие» заснували свій рекорд-лейбл «Dots Family Records», який займався хіп-хоп музикою. На ньому виходили всі наступні альбоми і ті, що були пов'язані з колективом.

### «Третий путь» (2003—2005)
У 2002 році група зустрічається з реп-командою M.Squad. Приходить ідея зробити спільний проект, це об'єднання отримує назву «Третий путь». На початку наступного року вийшов перший альбом об'єднання — «Кусок жизни».
У цьому ж 2003 році, на п'ятиріччя свого колективу, було випущено альбом під назвою «Неномерной», який складається з семи реміксів від близьких «Многоточие» музикантів і шести нових треків.
У 2004 році починається робота над другим альбомом об'єднання «Третий путь», але M.Squad до того часу припиняє своє існування як повноцінний колектив. З п'яти основних учасників групи в другому альбомі беруть участь лише двоє — Дімон і Гном.
У 2005 році бітмейкер «Многоточие» Дімон паралельно створює разом з Капус музичний проект Fat Complex. За підтримки «Многоточие» з'являються нові колективи — «3Восклицательних Знака» (Руставелі, Дімон, червонодеревник) і «Пили Гримм». Також 1 вересня 2005 року виходить перший альбом сім'ї «Многоточие» — «Dots Family - Fuckt # 1», де присутні ці нові колективи.

### Розпад групи (2006)
У грудні 2006 року з'явилася інформація про те, що група «Многоточие» припиняє своє існування. Розпад колективу підтвердився, коли на офіційному сайті Dots Family Records з'явилося інтерв'ю Руставелі. Причини, за якими група згорнула свою діяльність, так і залишилися нерозкритими. Було лише заявлено, що Кузмітчъ пішов за власним бажанням (пізніше стане відомо що він тепер — DJ Navvy, MC 1.8), Гена Гром волів зайнятися юриспруденцією, перервавши свій творчий шлях. MC L.E. змушений був залишитися в Грузії через чергового загострення російсько-грузинських відносин. З Любою (L. BeeATCH) решта учасників колективу втратили зв'язок.
Крім того, в 2006 році пішли з життя троє учасників групи, серед них самий близький друг і соратник Руставелі, що стояв біля витоків створення команди — Кінг-Конг.
У березні 2007 року вийшов третій номерний альбом «Многоточие» — «За бесконечность времени», який, по суті, є сольною роботою Руставелі, а не команди. Виходом цього альбому «Многоточие» як група завершує свій творчий шлях. Студія Dots Family Records після цього перетворилася в незалежний лейбл.

## Dots Family
Dots Family (від англ. Dots — точки і англ. Family — сім'я) — об'єднання реп-команд та окремих особистостей, до якого входить група «Многоточие». Працює з лейблом Dots Family Records. Продовжила своє існування після припинення існування групи.
Його найактивнішими учасниками є Руставелі, Михайло Краснодеревщик, Дмитро Кораблін (Дімон), Гном і Тюха. У вересні 2009 вийшов альбом «Zombusiness», колектив активно проводить виступи в самих різних частинах Росії та СНД.
Кузмітчъ тепер відомий як MC 1.8 і DJ Navvy, Люба L. BeeeATCH — як Бьяча. Обидва музиканти активно записують нові треки, в тому числі спільно один з одним і з іншими талановитими реперами — Nekby, українським колективом Інквізиція.

## Дискографія

### Многоточие

#### Студійні альбоми
- 2000 — Жизнь и Свобода
- 2002 — Атомы сознаниЯ
- 2003 — Неномерной
- 2007 — За бесконечность Времени

#### Лейбли
- 2008 — Из бранного

### Dots Family
- 2005 — Fuckt #1
- 2009 — Zombusiness
- 2011 — Зеркала

## Склад

### Останній склад групи
- Руставелі — вірші, текст, читка, Бекі, ідеї, концепція, дизайн;
- Кузьмітчъ (DJ Navvy, MC 1.8) — аранжування, текст, читка, Бекі, ідеї.
- Гена Гром — текст, читка, Бекі, ідеї;
- Тюха — аранжування, гітари, дизайн, вокал, текст, читка;
- Дімон — аранжування, текст;
- L.BeeeATCH — читка, Бек;
- MC L.E. (Нелегал) — текст, читка, Бек;
- DJ Hassan — аранжування, запили, ремікси;

### Колишні учасники групи
- Кінг-Конг (пом. 4 січня 2006) — читка («Бошко», «Хто не Баха», «Мокре місце», «Поворот»);
- Грек (пом. 22 лютого 2006);
- Свист;

## Стиль
З моменту утворення колективу його учасники вирішили дотримуватися суворих правил обраної лінії поведінки в творчості і при його реалізації. Заперечувалися будь-які спроби використовувати назву колективу для нечесного заробітку. Організатори виступів групи були зобов'язані не допускати фото і відеозйомок, які не були затверджені колективом. У разі невиконання цієї умови концерт зупинявся, і провина за зрив концерту лягала на організаторів. Також за весь період творчості група «Многоточие» не зняла жодного відеокліпу.
Був і певний стиль одягу учасників — шкіряні куртки, штани, туфлі — чорного кольору.

## Відвідування Криму
У 2017 році гурт відвідав з концертом в окупованому Криму місто Керч.